# Archivo Histórico de Tijuana
El Archivo Histórico de Tijuana (AHT) es un recinto que conserva y difunde el patrimonio histórico de la ciudad, ubicado en la zona centro de Tijuana, en el estado de Baja California, en México.

## Historia
El H. Ayuntamiento de Tijuana, por medio del Instituto Municipal de Arte y Cultura crearon el AHT. Este espacio inició actividades el 23 de noviembre de 2001, con el objetivo de preservar y divulgar la memoria documental de la comunidad para el fortalecimiento de la identidad y cohesión social, aunque también se han incluido en sus líneas de trabajo la investigación histórica y la digitalización de documentos.
Proporciona servicios como la consulta de materiales en diversos repositorios internos, eventos para difundir la historia local, exposiciones, ciclos de cine, talleres, conferencias y asesorías sobre temas históricos de la localidad.

## Acervo
El acervo del AHT contiene una amplia colección de libros, periódicos, revistas, mapas, folletos, carteles, videos, películas, diarios, entre muchos otros archivos. Cuenta con una colección de más de cien mil fotografías.
Resguarda documentos del siglo XIX relacionados con el origen de Tijuana y los primeros planos de la ciudad. El acervo de prensa escrita recupera las publicaciones de El Heraldo de Baja California desde sus inicios en 1941, hasta su cierre en el 2000; además de otros periódicos y revistas que continúan en circulación que se encuentran en proceso de digitalización para su conservación. Se realizan además círculos de memoria, que son entrevistas a habitantes que vivieron acontecimientos históricos de la localidad, con el fin de resguardar estos relatos como memoria oral.